# CA 핀토
CA 핀토(Club Atlético de Pinto)는 스페인 마드리드주 자치 지역의 핀토에 연고를 둔 스페인 축구팀이다. 1963년에 설립된 후 2,500명의 관중을 수용할 수 있는 Estadio Amelia del Castillo 에서 홈 경기를 개최하며, 현재 테르세라 디비시온 – Group 7에 소속되어 있다.